# 梵高 (电影)
《梵高》（法語：Van Gogh）是一部1991年电影，莫里斯·皮亚拉编导。片中由雅克·迪特龙饰演梵高，他凭该角色获1992年恺撒奖最佳演员奖。影片设定于1890年，展现梵高生命的最后67天，表现了他与弟弟特奥·梵高、医生保罗·加谢、以及他的女人们（包括加谢的女儿玛格丽特）之间的关系。
该片曾入选1991年第44屆坎城影展正式競賽單元。

## 外部連結
- 互联网电影数据库（IMDb）上《梵高》的资料（英文）